# Royal Albert Hall
El Royal Albert Hall of Arts and Sciencies és una sala de concerts de Londres, inaugurada el 29 de març de 1871 i dedicada al príncep consort de la reina Victòria d'Anglaterra, el príncep Albert. Es troba a la zona de South Kensington, coneguda com a Albertopolis. S'hi troba l'orgue més gran del Regne Unit, i és la seu dels concerts patrocinats per la BBC, els famosos Proms.
El teatre ofereix concerts de música clàssica, ballet, concerts de rock, conferències i recitals de poesia, entre altres activitats. L'edifici fou projectat pels reials enginyers Francis Fowke i H.Y. Darracott Scott, sobre una planta circular característica, inspirada en els antics amfiteatres, i té una capacitat d'uns 9.000 espectadors.